# Dobroselica (Čajetina)
Pour les articles homonymes, voir Dobroselica.
Dobroselica (en serbe cyrillique : Доброселица) est un village de Serbie situé dans la municipalité de Čajetina, district de Zlatibor. Au recensement de 2011, il comptait 368 habitants.

## Démographie

### Évolution historique de la population
| 1948  | 1953  | 1961  | 1971 | 1981 | 1991 | 2002 | 2011 |
| ----- | ----- | ----- | ---- | ---- | ---- | ---- | ---- |
| 1 200 | 1 286 | 1 197 | 971  | 752  | 541  | 405  | 368  |

|  |